# Trouwe volgelingen

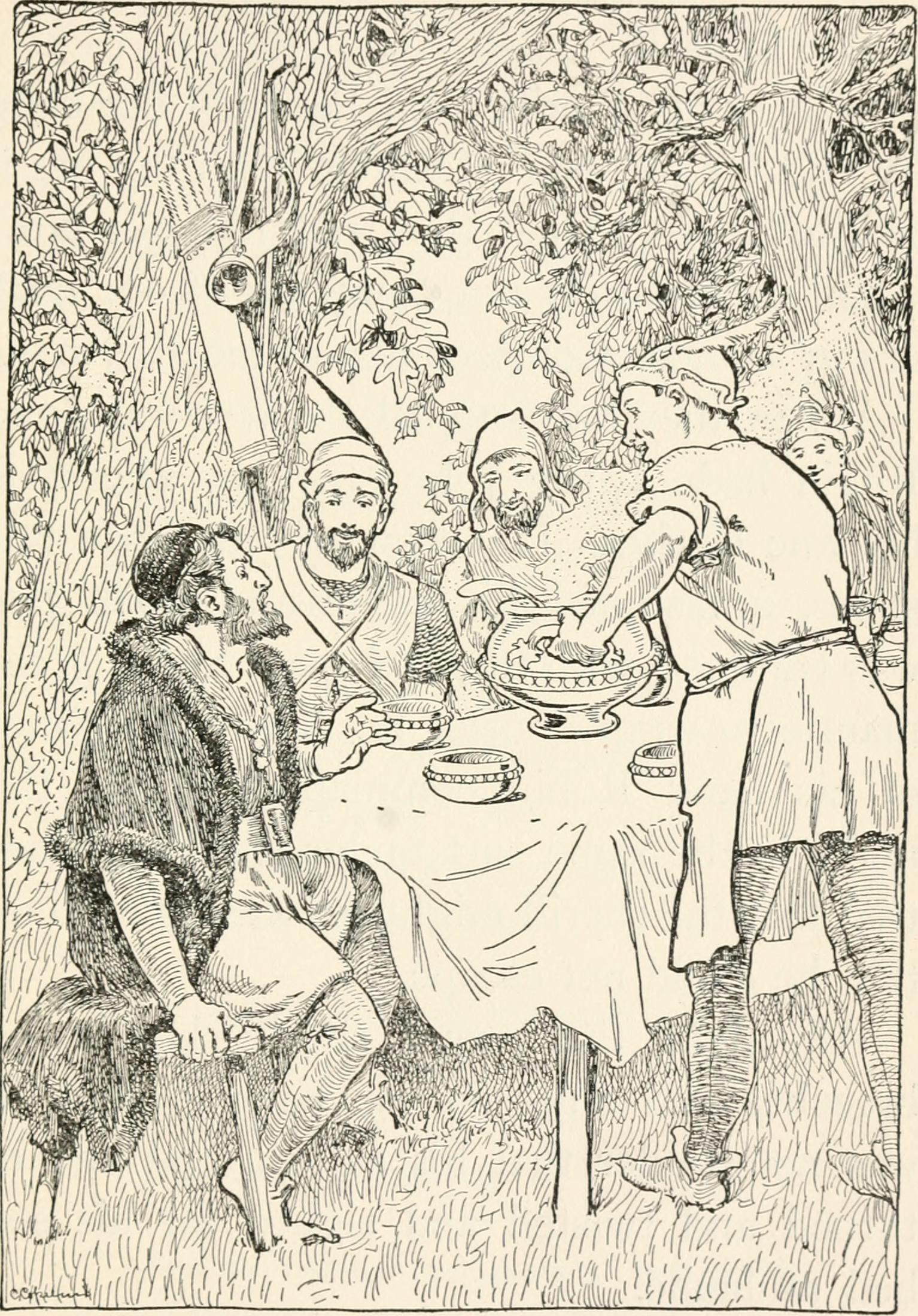
Robin Hood serveert soep aan zijn volgelingen en de gegijzelde Sheriff of Nottingham.

De Vrolijke of Trouwe Volgelingen (Engels: Merry Men) is een groep vrijbuiters die volgens Engelse folklore en legenden Robin Hood volgt en ondersteunt. Een eerste vermelding van de Merry men werd gemaakt in de ballade 'Robin Hood and the Monk' die teruggevonden werd in een compleet manuscript uit 1450. Het woord Merry voorkomend in deze en andere genoemde verhalen is vermoedelijk een metafoor voor compagnon of volgers van een vrijbuiter. De eerste ballades vermelden alleen drie namen die tot de groep behoren: Kleine Jan, Much, de Molenaarszoon en Will Scarlet of Scarlock.
De prominentste van de Vrolijke Volgers is Kleine Jan, meestal de rechterhand van Robin en ook de tweede man. Hij verschijnt al in de eerste ballades en wordt zelfs al veel eerder vermeld, zoals in Andrew van Wyntoun's 'Orygynale Chronicle' uit circa 1420 en Walter Bowers uitbreiding van de 'Scotichronicon', uitgebracht rond 1440. Latere ballades vermelden 'Merry men' of 'Merry mannen' die later een rol van betekenis zouden gaan vervullen maar toen in een of twee van de ballades verschenen, zoals Allan a Dale en Broeder Tuck. Veel van de verhalen vertellen over hoe de vrijbuiters (Merry men) persoonlijk bij Robin Hoods groep zijn gekomen, wat vaak gebeurde door een duel aan te gaan met Robin Hood zelf.

## De Volgelingen (Merry Men)
- Kleine Jan is Robins adjudant. Latere verhalen vertellen dat hij een grote man is en bij de groep kwam na een stokgevecht bij een rivier met Robin.
- Much, de Molenaarszoon is een volwassen man en een seizoensgebonden vechter in de eerste ballades. In latere verhalen wordt hij neergezet als een van de jongsten die de groep versterkt.
- Will Scarlet is een van de eerste personages in de ballades omtrent Robin Hood. In latere verhalen wordt hij neergezet als een geoefende vechter en een neef van Robin Hood.
- Arthur a Bland. Deze vertrouweling verschijnt in een ballade genaamd "Robin Hood and the Tanner". Arthur versterkt de groep na een gevecht met Robin Hood.
- David van Doncaster. Deze vertrouweling verschijnt eveneens in de ballade "Robin Hood and the Golden Arrow". Daarin waarschuwt hij Robin voor een vals opgezette boogschutterswedstrijd.
- Will Stutely verschijnt voor het eerst in de ballades "Robin Hood and Little John" en "Robin Hood Rescuing Will Stutely". In het eerste verhaal vertelt hij aan Kleine Jan wat zijn vrijbuitersnaam is, in het tweede moet hij worden gered door Robin nadat hij gespioneerd heeft bij de Sheriff van Nottingham. Stutly wordt vaak verward met Will Scarlett.
- Broeder Tuck is een frater die vaak later voorkomt in de legendes en verhalen rond Robin Hood. Wel komt er een broeder voor in de ballade 'Robin Hood and the Curtial Friar', maar deze wordt niet bij naam genoemd. Pas in de 15e en 16e eeuw wordt Broeder Tuck verwerkt in de verhalen.
- Allan a Dale is een rondtrekkende minstreel. Deze komt eenmaal voor in de ballade 'Robin Hood and Allan a Dale'. Later komt hij veel vaker voor in de Robin Hood verhalen.
- Gilbert Whitehand een compagnon en gelijkwaardige boogschutter van Robin.
- Lady Marian is een jonkvrouw die vaak het middelpunt is van een liefdesdriehoek tussen Robin Hood en de Sheriff. Marion komt pas in de 16e eeuw voor het eerst voor in de legendes.